# RAF Strike Command
Le Strike Command de la Royal Air Force est la formation militaire qui contrôle la majorité des bombardiers et des chasseurs du Royaume-Uni de 1968 à 2007, date à laquelle il fusionne avec le RAF Personnel and Training Command (en) pour former l'unique RAF Air Command (en). Il se compose alors de deux formations : le No. 1 Group RAF et le No. 2 Group RAF. Le dernier commandant en chef est l'Air chief marshal Joe French (en).